# BMP-1
BMP-1 (rusky Боевая Машина Пехоты 1, zkráceně БМП-1, Bojevaja Mašina Pechoty 1) je sovětské bojové vozidlo pěchoty, které vzniklo v šedesátých letech 20. století. Sériově se začalo vyrábět od roku 1965. Na svou dobu se jednalo o moderní obrněný vůz, který ve výzbroji i pancéřování převyšoval bojová vozidla NATO. Vozidlo je obojživelné, ve vodě se pohybuje rychlostí 7 km za hodinu. Výzbrojí stroje je jeden kanón 1 kanon 2A28 ráže 73 mm s dostřelem 1300 m, dále spřažený kulomet ráže 7,62 mm a odpalovací zařízení pro protitankové řízené střely 9M14 Maljutka. BMP tvoří základ motostřeleckých jednotek mnoha států východní a střední Evropy.
BMP-1 bylo v Československu vyráběno v licenci po úpravách pod označením BVP-1.

## Vznik a vývoj
Během 50. let začalo být evidentní, že běžné obrněné transportéry nejsou vhodné pro pohyb na bojišti, protože jsou slabě pancéřované a samy mají malou palebnou sílu. Příkladem je BTR-152, což byl v podstatě pouze obrněný nákladní automobil, který mohla snadno vyřadit palba velkorážných kulometů běžně používaných jednotkami NATO. Pásové stroje, jako například BTR-50, založené na konstrukci tanku PT-76 měly podobné nevýhody. I v tomto slabě pancéřovaném vozidle seděli vojáci na korbě, mimo hermeticky uzavřený prostor, což vozu neumožňovalo operovat v zamořeném prostoru hrozící jaderné války. Sovětské velení se rozhodlo pro vývoj nového obrněného transportéru, který by byl dostatečně pancéřovaný, schopný nasazení v prostředí zamořeném prostředky hromadného ničení a měl dostatečnou palebnou sílu, která by umožňovala zničit v té době běžně používané tanky. Čelní pancéřování vozidla mělo odolat palbě lehkých kanónů do ráže 23 mm. Boční pancéřování mělo být odolné protipancéřovým střelám ráže 7,62 mm. Do soutěže se přihlásily továrny v Brjansku (Objekt 1200), Volgogradu (Objekt 911 a 914), Rubcovsku (Objekt 19) a Čeljabinsku (Objekt 764).
Vývojem stroje v Čeljabinském traktorové závodě začal v roce 1959. Konstruktéři chtěli původně použít 23 mm kanón, ale nakonec vozidlo vyzbrojili 73 mm kanónem 2A28. Právě konfigurace Objektu 764 s motorem vpředu a možností rychle nastupovat a vystupovat, byla vyhodnocena jako nejlepší řešení a po menších úpravách vybrána pro další výrobu. Stroj byl díky poměrně slabému pancéřování a malým rozměrům velmi lehký a byl schopen plavby bez větší přípravy. Měl také pásy podobné tanku T-64, díky kterým byl dobře ovladatelný i při vyšších rychlostech. Diskutabilní je inspirace konstruktérů německým obrněným vozidlem HS.30.
Do výzbroje sovětské armády bylo vozidlo zavedeno v roce 1966. BVP-1 se vyráběly i v Československu. V roce 1967 se rozběhla výroba v ZTS Martin, kde se vyráběly motory, v ZŤS Dubnica věže s kanónem, v Hriňové vyráběly boční převody a převodovky. Kompletace celého vozu a zkoušky se prováděly v ZŤS Detva a v ZŤS Dubnica.
Nad 73 mm kanónem je umístěno odpalovací zařízení pro protitankovou řízenou střelu 9K11 Maljutka (v označení NATO AT-3 Sagger). Modernizovaná verze BMP-1M z roku 1974 používala střely 9K111 Fagot (AT-4 spigot). Změny v následujících letech překonal i pozorovací přístroj řidiče, kde přibyl jeden periskopový segment vlevo od poklopu, ale také elektroinstalace, těsnění a úchyty.

## Varianty
- BMP-1 – základní verze

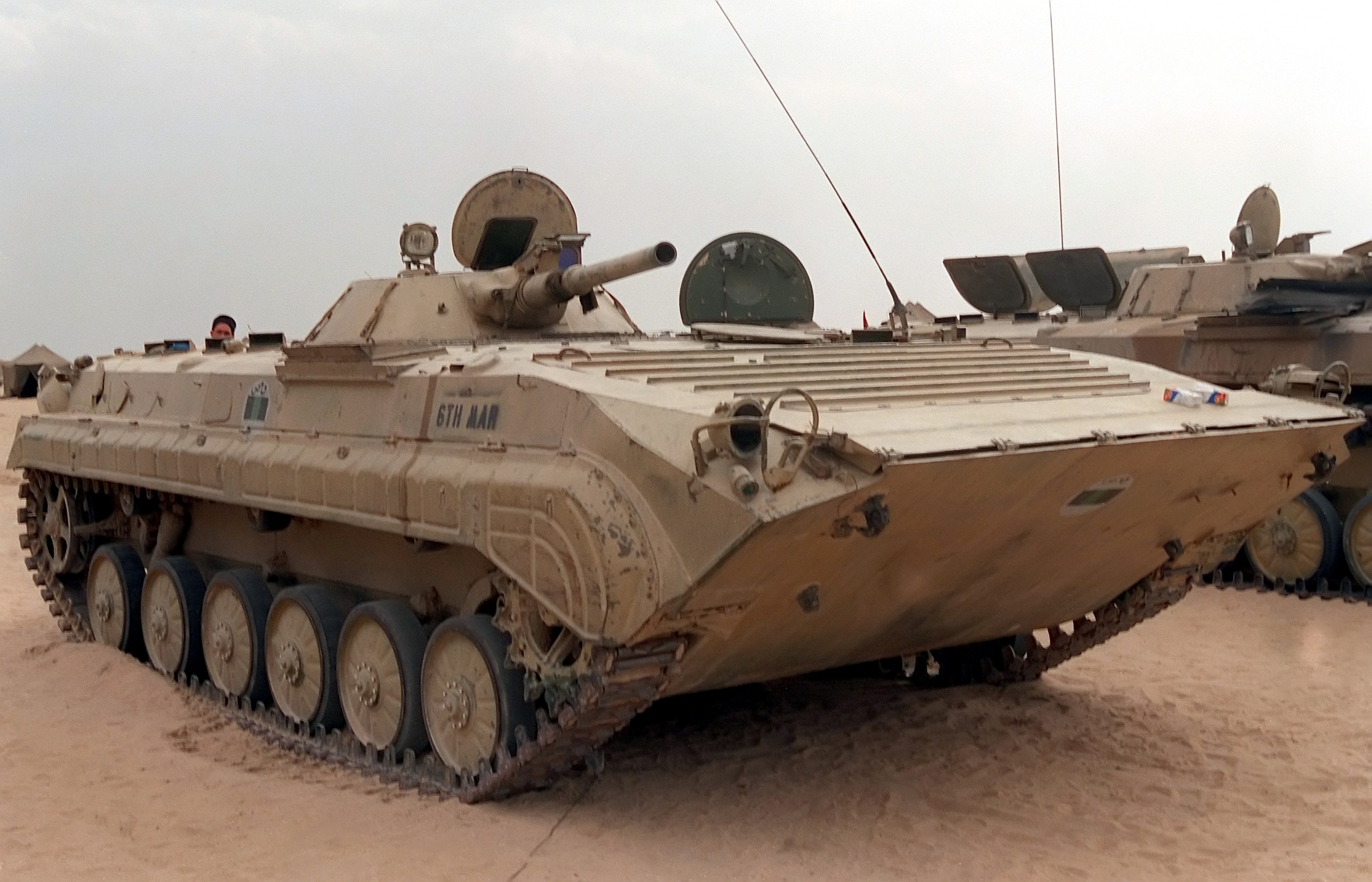
Ukořistěné irácké BMP během války v Zálivu

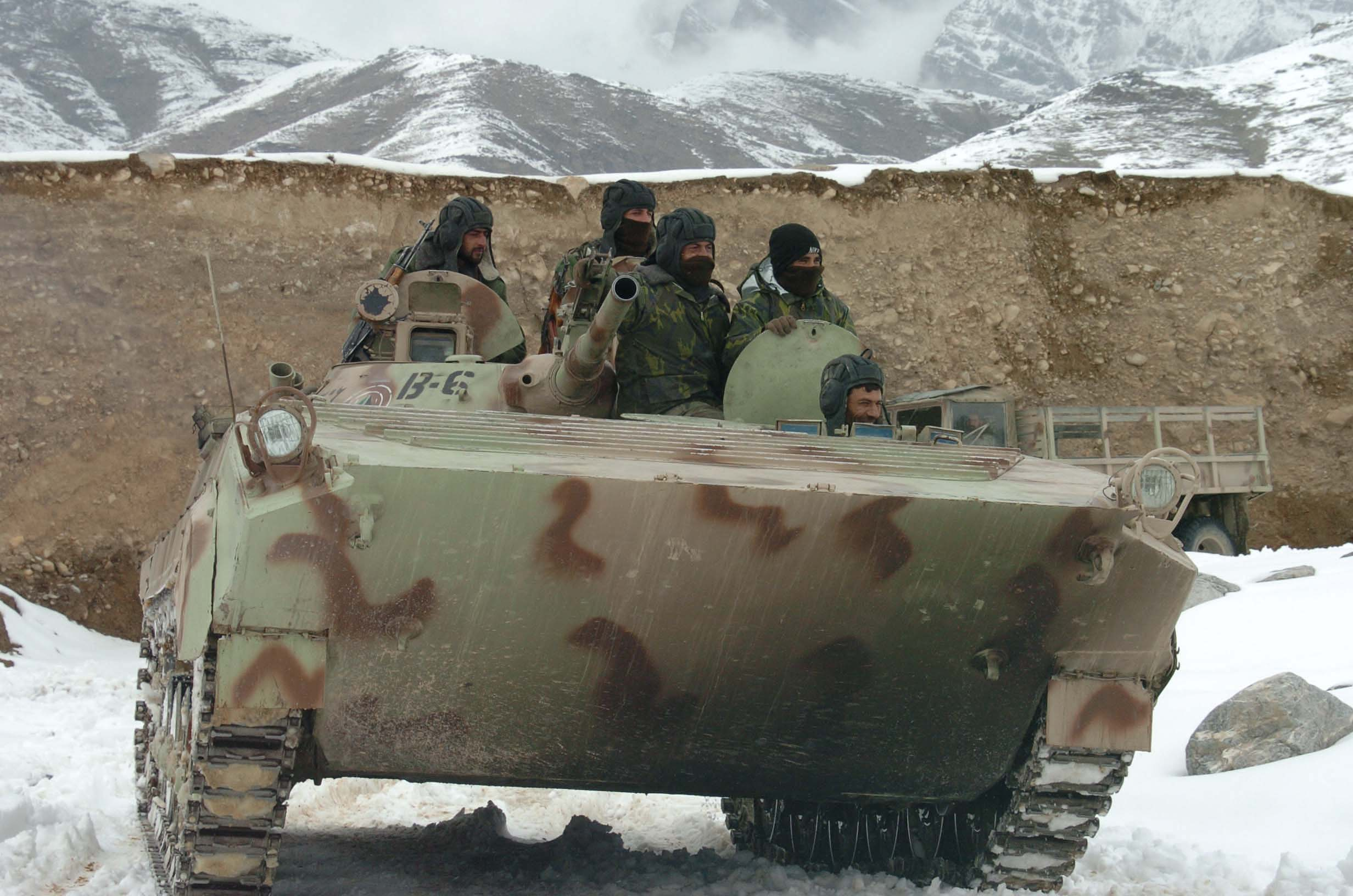
BMP-1 v Afghánistánu

- BMP-1F – průzkumná verze používaná v Maďarsku
- BMP-1K – velitelská verze
- BMP-1K3 – velitelská verze
- BMP-1P – modifikovaná verze s PTŘS 9M113 Konkurs (AT-5 Spandrel)
- BMP-1PK – velitelská verze BMP-1P
- BRM-1K – velitelské obrněné průzkumné vozidlo
- BREM-1/-4 – vyprošťovací vozidla
- BMP-1KŠM – velitelsko-štábní vozidlo na bázi BMP-1 bez výzbroje, jen s kulometem
- BWP – označení vozidel BMP-1 polské armády
- BVP-1 – československá licence vozidel BMP-1
- OT-90 – československá verze BMP-1 s věží z OT-64 SKOT (14,5mm kulomet a 7,62mm kulomet jako výzbroj)
- BRM a BRM-1 – průzkumná vozidla s novou věží a s dvoučlennou osádkou
- PRP-3 – průzkumná verze s věží s dvoučlennou osádkou a radiolokátorem na střeše věže
- IRM – ženijní průzkumné vozidlo
- BMP-P00 – výcvikové vozidlo bez věže se zvýšenou korbou
- BMP-1PG – verze s 30mm granátometem a PTŘS 9M113 Konkurs (AT-5 Spandrel)

## Uživatelé
Afghánistán, Alžírsko, Angola, Bulharsko, Československo, Čína, Egypt, Etiopie, Finsko, Indie, Írán, Irák, Jemen, Jordánsko, KLDR, Kuba, Libye, Maďarsko, Mongolsko, Polsko, Rumunsko, Srí Lanka, Sýrie, Švédsko.